# Orlando Vera Cruz
Orlando Vera Cruz, nombre artístico de Orlando Luis Cayetano Pais, (*Santa Fe, 7 de agosto de 1944) es un cantautor argentino consagrado en el folklore que describe a su provincia natal, Santa Fe.
De niño se trasladó a Santo Tomé, aunque actualmente reside en Sauce Viejo.
Desde temprana edad se unió a grupos de danzas folclóricas y comenzó los estudios de canto y guitarra, donde comienza su vocación por los cantos populares y el conocimiento de las costumbres de su tierra.
A los 8 años tiene su primer contacto con la poesía de Julio Migno, obra que le diera un rumbo a su trayectoria como artista. En la plaza del pueblo recita montado a su caballo "Canto a la Libertad", y desde entonces junto al poeta santafesino y sus propias composiciones, le dio a Santa Fe el canto nativo que le debía al país.
Su voz y su decir representan a esta provincia con sabiduría en cada escenario donde se presenta.
Su trayectoria artística comienza al formar el grupo "Los Litoraleños", junto a jóvenes de su pueblo que trascendieran el canto popular. Pero la obra que abrazara desde niño lo llevaría a la carrera solista por su regionalismo y su denuncia social. Aparece luego a nivel nacional con los reconocimientos de "Revelación Cosquín 1974" y "Consagración Cosquín 1975", editando una placa discográfica que contenía el éxito "Costera, mi costerita".
Además de los reconocimientos obtenidos en Cosquín, los galardones que obtuvo son muchos, pero cabe mencionar "Martín Fierro" de A. P. T. R. A. en 1973, al mejor programa de interés cultural por Canal 13 de Santa Fe, Palmera de Plata Guadalupe 1975, Gurisito de Bronca del Festival Paso del Salado 1977 y muchas distinciones más.
A pesar de todas estas distinciones, su trayectoria discográfica se vio silenciada desde 1974 hasta 1984, cuando con el retorno de la democracia al país editó "Verdades", "Qué tendrás, pago" en 1985, "Pilchas gauchas" en 1986, "Provincianía" en 1988, "Corazón de río" en 1990, "El canto santafesino" en 1992, "Bajo un mismo cielo" en 1999 y finalmente "Estrellero" en 2001.
En 2010, luego de realizar un trabajo exhaustivo de recopilación histórica, da a conocer su obra "Cantata para el Brigadier Estanislao Lopez", en la cual se describe con precisión los hitos de la vida del prócer Santafesino.
Esta Obra es de tal magnitud que merece estar como material de estudios en las escuelas provinciales a fin de que las jóvenes generaciones mantengan viva la trayectoria del Brigadier. 
Sin embargo y a pesar de tantas luchas, sus obras adosadas a la del inigualable poeta Don Julio Migno continúan con la fuerza viva de un espíritu imparable, enamorado de su provincia y su historia.